# Boško Antić
Božidar Antić (ser. Божидар „Бошко” Антић, ur. 7 stycznia 1944 w Sarajewie  – zm. 3 grudnia 2007 w Belgradzie) – piłkarz serbsko-bośniacki grający na pozycji napastnika. W swojej karierze rozegrał 1 mecz w reprezentacji Jugosławii.

## Kariera klubowa
Karierę piłkarską Antić rozpoczynał w klubie FK Sarajevo. W sezonie 1966/1967 zadebiutował w nim w pierwszej lidze jugosłowiańskiej. W FK Sarajevo grał do końca sezonu 1971/1972. Z klubem tym w 1967 roku wywalczył mistrzostwo Jugosławii, pierwsze w jego historii.
W 1972 roku Antić wyjechał do Francji i został zawodnikiem pierwszoligowego klubu Angers SCO. Występował w nim do zakończenia sezonu 1974/1975. Latem 1975 odszedł do drugoligowego SM Caen. Po sezonie 1976/1977 zakończył w Caen swoją karierę sportową.
| Sezon   | Klub        | Kraj       | Rozgrywki  | Mecze | Bramki |
| ------- | ----------- | ---------- | ---------- | ----- | ------ |
| 1966/67 | FK Sarajevo | Jugosławia | Prva liga  | 30    | 14     |
| 1967/68 | FK Sarajevo | Jugosławia | Prva liga  | 30    | 18     |
| 1968/69 | FK Sarajevo | Jugosławia | Prva liga  | 16    | 6      |
| 1969/70 | FK Sarajevo | Jugosławia | Prva liga  | 20    | 5      |
| 1970/71 | FK Sarajevo | Jugosławia | Prva liga  | 31    | 3      |
| 1971/72 | FK Sarajevo | Jugosławia | Prva liga  | 26    | 1      |
| 1972/73 | Angers SCO  | Francja    | Division 1 | 34    | 10     |
| 1973/74 | Angers SCO  | Francja    | Division 1 | 38    | 18     |
| 1974/75 | Angers SCO  | Francja    | Division 1 | 31    | 16     |
| 1975/76 | SM Caen     | Francja    | Division 2 | 32    | 22     |
| 1976/77 | SM Caen     | Francja    | Division 2 | 17    | 6      |

## Kariera reprezentacyjna
W reprezentacji Jugosławii Antić zadebiutował 27 października 1968 roku w zremisowanym 0:0 meczu eliminacji do MŚ 1970 z Hiszpanią i był to jego jedyny mecz w kadrze narodowej. W tym samym roku został powołany do kadry Jugosławii na Mistrzostwa Europy 1968, jednak był na nich rezerwowym. Z Jugosławią wywalczył wicemistrzostwo Europy.
| Mecze i gole w reprezentacji | Mecze i gole w reprezentacji | Mecze i gole w reprezentacji | Mecze i gole w reprezentacji | Mecze i gole w reprezentacji | Mecze i gole w reprezentacji | Mecze i gole w reprezentacji |
| #                            | Data                         | Stadion                      | Rywal                        | Wynik                        | Gol                          | Rozgrywki                    |
| 1968                         | 1968                         | 1968                         | 1968                         | 1968                         | 1968                         | 1968                         |
| ---------------------------- | ---------------------------- | ---------------------------- | ---------------------------- | ---------------------------- | ---------------------------- | ---------------------------- |
| 1.                           | 27.10.1968                   | Belgrad, Jugosławia          | Hiszpania                    | 0:0                          | 0                            | el. MŚ 1970                  |